# Ящур
Я́щур (англ. foot-and-mouth disease, лат. aphtae epizooticae, застаріле діалектне — сли́нівка, сли́нявка) — гостра зоонозна інфекційна хвороба вірусної етіології. Уражає велику і дрібну рогату худобу, свиней. Хворіють як окремі особини, так і виникає епізоотія. Люди на ящур хворіють казуїстично.
Збудник ящуру віднесено до тих біологічних агентів, які офіційно визнано такими, що можуть бути застосовані як біологічна зброя. Вірус ящура потенційно може бути використаний як біозброя для зараження свійської худоби.

## Етіологія
Збудник хвороби є вірус з роду Афтовірус родини Picornaviridae, містить позитивно спрямовану одноланцюгову РНК. Існує велика кількість серотипів вірусу ящуру, 8 з яких спричинюють хворобу. Вони подібні за біологічними властивостями, але різняться за антигенами, які позначають О, А, С, Cat, Cat‑2, Cat‑3, Азія-I, Азія-II. Відрізняються географічним поширенням, не створюють перехресного імунітету. Рекомбінація може відбуватися в клітинах хазяїна під час коінфекції різними серотипами цього вірусу. Рекомбінація є загальною і ключовою ознакою еволюції вірусу ящуру. Цей вірус маленький і без оболонки, з ікосаедричним капсидом.

## Ящур у людини

### Епідеміологічні особливості
Ящур відомий давно як хвороба, яка уражає домашню худобу: корів, свиней, овець і кіз. Опис його у тварин зробив ще Джироламо Фракасторо у 1546 році. Ящур у людей описали пізніше. Вперше це зробив Сагар у Норвегії в 1764 році. Тільки в 1834 році. Гертвіг зі співавторами в експерименті довели можливість інфікування ящуром людей через сире молоко хворих корів.
Резервуаром та джерелом ящура для людини є інфіковані парнокопитні тварини — переважно дійні корови, молоко яких містить у собі збудників хвороби. Інфікування відбувається при споживанні сирого інфікованого молока, іноді при прямому контакті з хворими тваринами. Хворіють переважно діти, оскільки вони частіше споживають молоко аніж дорослі. Захворювання від хворих людей не передається.

### Патогенез
Вхідними воротами у людини є найчастіше пошкоджені слизові оболонки верхніх відділів травного тракту або шкіра. У місці інокуляції збудник розмножується, спричиняючи запалення з розвитком специфічної афти, яка являє собою пухирець, наповнений спочатку прозорим, а згодом мутним вмістом, що утворює первинний афект ящура. Після розриву первинного афекту вірус надходить у кров і розноситься потоком крові по всьому організму, фіксуючись в деяких ділянках улюбленої локалізації вірусу: слизова оболонка порожнини рота, носа, міжпальцеві складки, нігтьове ложе. Можливі й специфічні ураження слизової оболонки шлунка, кишки, міокарда, статевих органів. Після розриву афт утворюються ерозії, дно яких покривається фібрином, а згодом настає досить швидка епітелізація.

### Клінічні прояви
Інкубаційний період триває 3-7 днів. Початок хвороби гострий: відчуття розбитості у всьому тілі, різкий головний біль, підвищення температури тіла за декілька годин до 39,5 °C. Через 6-8 годин з'являється печіння слизової ротової порожнини, стає болючим прожовування твердої їжі, з'являється велике слиновиділення.
На слизовій оболонці щік висипають численні дрібні білуваті пухирці. На 3-4-й день хвороби або дещо пізніше вони лопаються, на їхньому місці утворюються болючі поверхневі виразки — афти, краї яких гіперемійовані, а дно вкрите сіруватим нашаруванням. Нерідко афти розташовуються також на слизовій губ і кінчику язика. Слиновиділення настільки рясне, що з рота хворого витікає тонка цівка слини. Прожовування та ковтання їжі при появі виразок особливо утруднюються. Дрібні афти також з'являються біля нігтьового ложа на пальцях рук і ніг.
Гарячковий період триває 5-6 днів; температура знижується поступово. Висипання на слизовій рота та на шкірі зникають до 10-15-го дня хвороби.

### Діагностика
Діагноз встановлюють на основі епідеміологічних даних і клінічного перебігу. Застосовуються також методи серологічної діагностики (реакція зв'язування комплементу, пасивної гемаглютинації).
Зміни в клінічному аналізі крові характеризуються еозинофілією.

### Лікування
При тяжкому перебігу ящура в ослаблених дітей за наявності супутніх захворювань хворих госпіталізують; в інших випадках ізолюють на дому до зникнення клінічних симптомів. Афти на слизовій рота оброблюють ватним тампоном, просякнутим 4 % розчином нітрату срібла (ляпісу) або 3 % розчином перекису водню, необхідні часті полоскання ротової порожнини 0,1 % розчином перманганата калію, 0,25 % розчином новокаїну. При ураженні очей призначають краплі з протизапальним ефектом. Застосовують вітаміни, антигістамінні препарати. При появі бактеріальних ускладнень — антибіотики.

### Профілактика
Споживання тільки пастеризованого молока. Проведення ретельного ветеринарного нагляду за великою рогатою худобою, у першу чергу — у молочних господарствах; виявлення та ізоляція хворих тварин; дезінфекція.

## Перебіг ящуру у тварин
У парнокопитних тварин при ящурі виникають везикули, які утворюються в роті, на лапах і сосках. Хоча хвороба зазвичай не смертельна для дорослої худоби, ті, хто вижив, залишаються ослабленими, що впливає як на виробництво м'яса, так і молока, що робить епізоотії дуже дорогими та руйнівними для сільськогосподарського виробництва.